# Боттригари, Эрколе
Эрколе Боттрига́ри (итал. Ercole Bottrigari) (24.8.1531, Болонья – 30.9.1612, близ Болоньи) — итальянский гуманист, теоретик музыки, поэт и композитор. 

## Биография
Родился в семье болонского аристократа Джованни Баттиста Боттригари (был его внебрачным сыном, которого отец признал в 1538). В юности изучал классические языки (у Ф. Луккино в Тренте), архитектуру и живопись (у Дж. Рануцци), математику (у Н. Симо, профессора Болонского университета), основы музыки (у Б. Спонтоне). В 1546 с помощью отца основал в Болонье типографию. С начала 50-х годов до середины 70-х годов занимался в Болонье политикой. В 1551 женился на Лукреции Усберти (ум. в 1591). В 1576-86 жил в Ферраре, где при дворе герцога д'Эсте познакомился с Торквато Тассо. С конца 1586 до конца жизни занимался свободными науками, живя на родовой вилле Сант-Альберто в предместье Болоньи. В эти годы Боттригари контактировал с Джозеффо Царлино, подружился с литератором Чиро Спонтоне и особенно с болонским музыкантом Аннибале Мелоне (ум. в 1598). В конце 1590-х годов вступил в полемику с Джованни Артузи, обвиняя его в воровстве научного материала из своего неопубликованного трактата «Il Trimerone». Артузи выступил с ответным выпадом, утверждая будто трактат «Il desiderio» написал не сам Боттригари, а его друг Аннибале Мелоне. Полемика между двумя теоретиками, отражающая, главным образом, их различное понимание античной теории ладов, продолжалась до 1604 года.

## Творчество
Гуманист Боттригари был одним из немногих итальянских учёных музыкантов, которые читали греческие трактаты в оригинале. Он активно занимался переводами с латыни и греческого, в т.ч. перевёл на итальянский язык фундаментальный труд о музыке Боэция (этот перевод не опубликован), «Альмагест» Птолемея, тщательно выправил первопечатный латинский перевод «Гармоники» Птолемея, впервые опубликованный в 1562 году А.Э.Гогавой. Собственные монографии писал исключительно на родном наречии.
Самый известный труд Боттригари — «Дезидерио, или [трактат] о гармонии различных музыкальных инструментов» (Il Desiderio, overo de' concerti di varii strumenti musicali; Венеция, 1594), где автор в живой литературной форме обсуждает современную ему музыкальную жизнь Феррары и, в частности, проблему модного тогда ансамблевого музицирования. Боттригари различает (1) инструменты с фиксированным строем (как клавесин и орган), (2) инструменты c нефиксированным строем (как тромбон; сюда же относится человеческий голос) и (3) инструменты, которые можно подстраивать непосредственно в ходе концерта (как лютня и виола). Он даёт рекомендации к тому, как согласовать инструменты трёх типов; в целом же предлагает не смешивать различные типы в рамках одного ансамбля.
Трактат «Патричио, или о гармонических тетрахордах Аристоксена...» (Il Patricio, overo de' tetracordi armonici di Aristosseno, parere, et vera demonstratione, 1593), написанный в форме диалога, посвящён разъяснению музыкальной теории Аристоксена.
Трактат «Маска» (Mascara, overo della fabbrica de' teatri, 1598; не опубликован) — важный источник по истории и практике итальянского театра.
Трактат в диалогической форме «Тримерон об основах гармоники, или музыкальное упражнение» (Trimerone de' fondamenti armonici, ouero lo essercitio musicale; Болонья, 1599; не опубликован) содержит обзор исторических учений о ладах и их этосах, с привлечением большого количества (в том числе, мало известных во времена Боттригари) античных и средневековых источников.
Трактат в двух книгах «Мелоне» (Il Melone: discorso armonico, Il Melone secondo: considerationi musicali; обе книги — Феррара, 1602) посвящён анализу учения о древнегреческих родах мелоса Н. Вичентино, которому Боттригари явно сочувствует. В третьей части трактата «Тримерон» он говорит о нём как о «будильнике спящих и сонливых современных музыкантов» (risuegliatore degli addormentati e sonnacchiosi Musicj modernj), а в позднейшем «Мелоне» почтительно именует его «современным архимузыкантом» (moderno Arcimusico). Симпатию Боттригари вызывает моноритмический (старогомофонный) склад многоголосия; изыски имитационной полифонии, по его мнению, нивелируют риторику текста и препятствуют столь желанному для гуманиста возрождению античных «эффектов». Таким образом, взгляд на соотношение музыки и текста Боттригари оказывается сродни Флорентийской камерате, о которой однако на страницах своих трактатов он не вспоминает.
Музыкально-теоретическое наследие Боттригари по большей части остаётся неисследованным. Ряд источников (как, например, публичное письмо против Артузи, датированное 1602 годом, трактат о музыке «Тримерон», книга «Загадка Пифагора», 1609) по-прежнему не опубликован. Из музыкального наследия Боттригари сохранились Первая книга мадригалов для 4 голосов (Венеция, 1558) и Третья книга мадригалов для пяти голосов (там же, 1583).
Помимо исследований музыки переводил стихи с классических языков на итальянский, занимался теорией стихосложения и сам писал стихи. Совместно с Чиро Спонтоне ввёл в итальянскую поэзию девятисложный стих.

## Публикации источников и библиография
- Bottrigari E. Il Desiderio, or Concerning playing together of various musical instruments. Translated by Carol MacClintock // Musicological Studies and Documents, 9. [Rome,] 1962.
- Monumenti di teoria musicale tra umanesimo e rinascimento, ed. G. Vecchi. Bologna, 1966
- Bottrigari E. Il Patricio, overo de tetracordi armonici // Bibliotheca musica Bononiensis II, 27. Bologna, 1969 (факсимиле)
- Bottrigari E. Il Desiderio, overo de' concerti di varii strumenti musicali: dialogo di Allemanno Benelli // Bibliotheca musica Bononiensis II, 28. Bologna, 1969 (факсимиле)
- Bottrigari E. Il Melone e Il Melone secondo // Bibliotheca musica Bononiensis II, 29. Bologna, 1969 (факсимиле)
- Palisca С.V. Humanism in Italian Renaissance musical thought. New Haven: Yale University Press, 1985.
- Ilari M. Ercole Bottrigari traduttore del De Musica di Boezio // Studi in onore di Giulio Cattin, ed. F. Luisi. Roma, 1990, pp.179–91.
- Müller, Eberhard. Bottrigari: Il Trimerone: Edition und Kommentar. Ph. D. Diss. Univ. Karlsruhe, 1994.